# 동대전고등학교
동대전고등학교(東大田高等學校)는 대한민국 대전광역시 대덕구 중리동에 있는 공립 고등학교이다.

## 학교 연혁
- 1982년 10월 23일 : 학교 설립 인가(24학급)
- 1983년 3월 1일 : 개교
- 1983년 3월 10일 : 제1회 입학식(개교기념일)
- 2018년 11월 27일 : 일반학급 1학급 감축(총 36학급)
- 2024년 1월 26일 : 제39회 졸업식(졸업생 누계 19,345명)
- 2024년 3월 1일 : 제19대 임헌규 교장 취임
- 2024년 3월 4일 : 제42회 입학식(남 133명, 여 187명 총 320명)

## 참고 자료
- 동대전고등학교 - 한국교육학술정보원 학교알리미